# Sant Andreu Cricket Club
El Sant Andreu Cricket Club és un club de criquet de Barcelona, fundat l'any 2012 per Marta Marzal, veïna del barri de Sant Andreu. L'entitat aplega jugadors de categoria júnior de diverses nacionalitats: Índia, Pakistan, Blangadesh. Al no disposar d'un camp propi, realitza els seus entrenaments en un solar dels terrenys de les antigues casernes de Torras i Bages, propietat del Consorci de la Zona Franca de Barcelona. Entre els seus èxits, destaquen diversos subcampionats de lliga i copa.